# Tillandsia 'Litl Liz'
Tillandsia 'Litl Liz' es un  cultivar híbrido del género Tillandsia perteneciente a la familia  Bromeliaceae.
Es un híbrido creado  con las especies Tillandsia caput-medusae × Tillandsia streptophylla.